# Hvide Sande

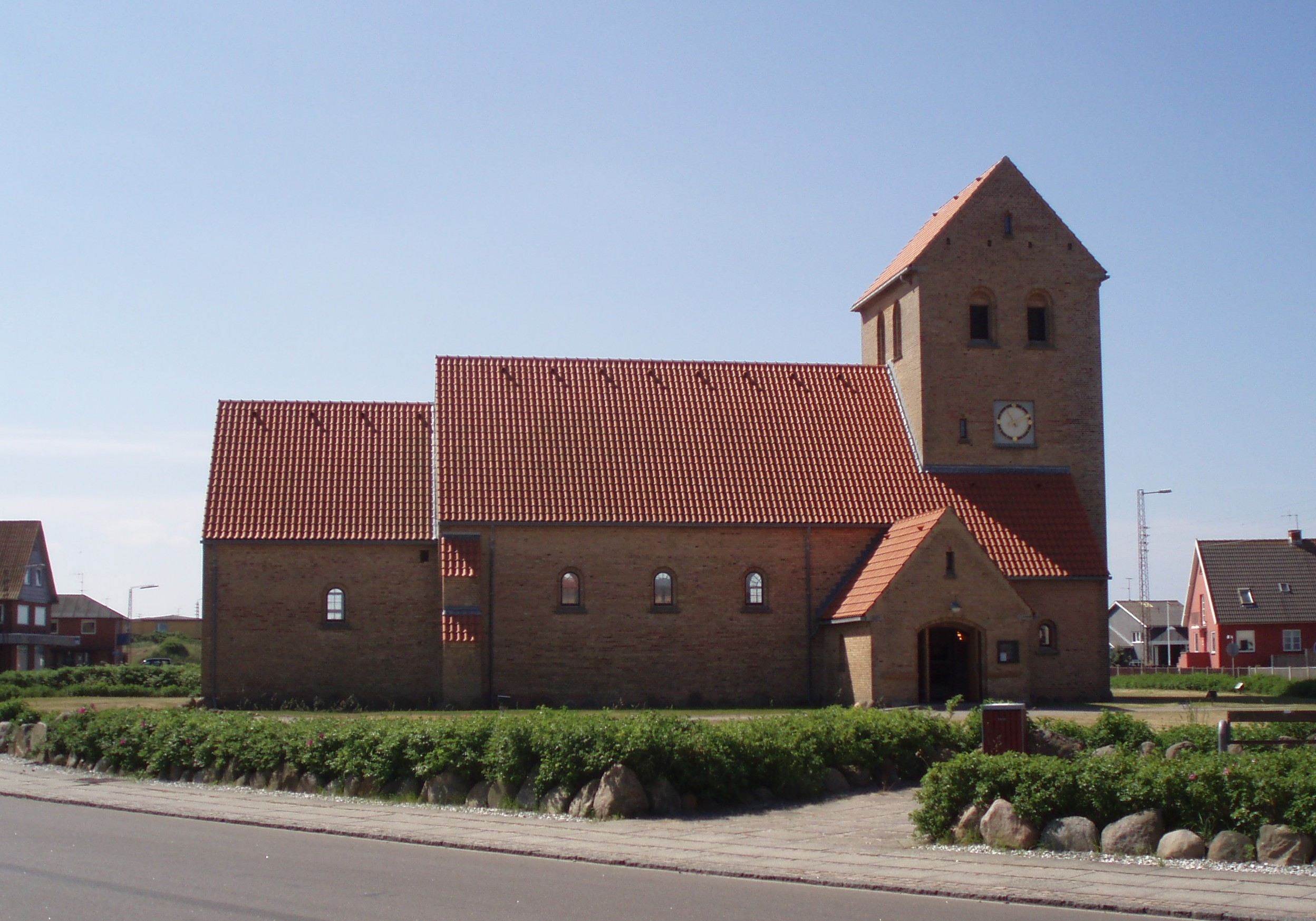
Helligåndskirken i Hvide Sande.

Hvide Sande är en dansk ort i Ringkøbing-Skjerns kommun i Region Mittjylland,. Antalet invånare är 3 045.
Orten grundades 1931 efter byggandet av Hvide Sande Kanal. Den ligger på en smal landtunga, uppbyggd av sanddyner, som kallas Holmsland Klit. Landtungan är 40 kilometer lång och sträcker ut sig i nord-sydlig riktning. Hvide Sande ligger på dess mitt, och i orten finns Hvide Sande Kanal, byggd 1931, som förenar det österut liggande innanhavet Ringkøbing Fjord med Nordsjön i väst. Hvide Sande är en av Danmarks större fiskehamnar. 

Bild tagen från kullen Troldbjerg, 2012

Hvide Sande är en av Danmarks större fiskehamnar och där ligger också Hvide Sande Shipyard. I Hvide Sande ligger  Hvide Sande Redningsstation.